# Monument als Defensors de Girona 1808-1809
El Monument als Defensors de Girona 1808-1809 és una escultura del municipi de Girona inclosa en l'Inventari del Patrimoni Arquitectònic de Catalunya. Sobre un pedestal gairebé paral·lelepipèdic de pedra de Girona, amb elements ornamentals, hi ha un grup d'escultòric de bronze format per tres personatges que representen als defensors de Girona durant la Guerra amb el Francès els anys 1808-1809.

## Història
Alguns diuen que el monument als defensors de Girona, fou inicialment pensat com a monument als defensors de la ciutat de Saragossa. De totes maneres aquesta obra va guanyar una medalla de segona classe en una exposició nacional i Ferran Puig i Gibert la va comprar per donar-la a la ciutat de Girona, on va arribar el 30 d'agost de 1894. La inauguració es va fer solament en presència del Capità General de Catalunya, Valerià Weyler i donat al monument honors de Capità General, el 28 d'octubre de 1894. L'any 1944 al refer-se el paviment de la plaça es va canviar el pedestal i es va aixecar a uns 60 cm.